# Kanton Saint-Porchaire
Kanton Saint-Porchaire (fr. Canton de Saint-Porchaire) je francouzský kanton v departementu Charente-Maritime v regionu Poitou-Charentes. Skládá se z 15 obcí.

## Obce kantonu
- Beurlay
- Crazannes
- Les Essards
- Geay
- Plassay
- Pont-l'Abbé-d'Arnoult
- Port-d'Envaux
- Romegoux
- Sainte-Gemme
- Saint-Porchaire
- Sainte-Radegonde
- Saint-Sulpice-d'Arnoult
- Soulignonne
- Trizay
- La Vallée